# Richard Winkels
Richard Winkels (né le 21 juillet 1920 à Beelen et mort le 17 février 2009 à Warendorf) est un homme politique allemand (SPD). Il est membre du Landtag de Rhénanie-du-Nord-Westphalie durant la 4e législature puis de nouveau de la 6e au 10e législature (avec interruptions).

## Biographie
Winkels étudie à l'école primaire et termine son service militaire après avoir obtenu son diplôme d'études secondaires. Il suit ensuite une formation professionnelle en tant que journaliste et travaille comme rédacteur à Warendorf de 1948 à 1968. Après cela, il est employé administratif et chef du bureau des sports et des transports, de la presse et des relations publiques dans l'administration de la ville de Warendorf jusqu'en 1985.

## Politique
Winkels rejoint le SPD en 1950. De 1955 à 1975, il est président d'arrondissement de son parti dans l'arrondissement de Warendorf, de 1968 à 1975 également président du sous-district de Münster, puis jusqu'en 1981 président du sous-district de Warendorf. De 1963 à 1973, il est membre du comité d'État du SPD et de 1970 à 1973 membre du conseil d'administration du SPD Rhénanie-du-Nord-Westphalie.
Winkels est de 1952 à 1968 membre du conseil municipal de Warendorf et là à partir de 1954 président du groupe parlementaire SPD. De 1952 à 1961 et de 1964 à 1968, il est membre de l'assemblée de l'arrondissement de Warendorf et à partir de 1964 également président du groupe parlementaire SPD. À partir de 1978, il est membre du syndicat ÖTV. Winkels est vice-président de 1985 à 1987, puis à partir d'octobre 1987, président de l'Association des sports d'État de Rhénanie-du-Nord-Westphalie.
Le 4 octobre 1961, Richard Winkels devient membre du Landtag de Rhénanie-du-Nord-Westphalie lorsqu'il remplace Else Zimmermann, qui est élue au Bundestag. Avec la fin de la 4e législature le 20 juillet 1962, il quitte le Landtag. Durant la 6e législature, il est de nouveau membre du Landtag le 16 septembre 1968 pour remplacer le député décédé Hans Potyka. Dans les trois élections régionales suivantes de 1970, 1975 et 1980, Winkels est élu à chaque fois via la liste d'État du SPD. Lors des élections de 1985, il n'est pas réélu mais il est de nouveau membre du Landtag le 28 avril 1986 en remplaçant cette fois le défunt député Udo Scheepers.
Pendant la 9e législature (29 mai 1980 au 29 mai 1985) Richard Winkels officie en tant que 2e vice-président du Landtag de Rhénanie-du-Nord-Westphalie.